# Adenis Shala
Adenis Shala (Prugoc, 23 ottobre 1998) è un calciatore kosovaro, attaccante svincolato.

## Carriera

### Club
Il 21 agosto 2021 viene acquistato a titolo definitivo dalla squadra macedone dello Škendija.

## Statistiche

### Presenze e reti nei club
Statistiche aggiornate al 18 maggio 2025.
| Stagione        | Squadra         | Campionato      | Campionato | Campionato | Coppe nazionali | Coppe nazionali | Coppe nazionali | Coppe continentali | Coppe continentali | Coppe continentali | Altre coppe | Altre coppe | Altre coppe | Totale | Totale |
| Stagione        | Squadra         | Comp            | Pres       | Reti       | Comp            | Pres            | Reti            | Comp               | Pres               | Reti               | Comp        | Pres        | Reti        | Pres   | Reti   |
| --------------- | --------------- | --------------- | ---------- | ---------- | --------------- | --------------- | --------------- | ------------------ | ------------------ | ------------------ | ----------- | ----------- | ----------- | ------ | ------ |
| 2017-2018       | Vëllaznimi      | SL              | 3          | 1          | CK              | 0               | 0               | -                  | -                  | -                  | -           | -           | -           | 3      | 1      |
| ott. 2018-2019  | Feronikeli      | SL              | 1          | 0          | CK              | 0               | 0               | -                  | -                  | -                  | -           | -           | -           | 1      | 0      |
| 2019-feb. 2020  | Ferizaj         | SL              | 16         | 2          | CK              | 1               | 0               | -                  | -                  | -                  | -           | -           | -           | 17     | 2      |
| feb.-giu. 2020  | Gjilani         | SL              | 3          | 1          | CK              | 0               | 0               | -                  | -                  | -                  | -           | -           | -           | 3      | 1      |
| 2020-2021       | Trepça '89      | SL              | 26         | 5          | CK              | 2               | 2               | -                  | -                  | -                  | -           | -           | -           | 28     | 7      |
| 2021-2022       | Škendija        | PL              | 28         | 4          | CM              | 0               | 0               | UCL+UECL           | -                  | -                  | -           | -           | -           | 28     | 4      |
| 2022-2023       | Škendija        | PL              | 30         | 7          | CM              | 0               | 0               | UECL               | 6                  | 1                  | -           | -           | -           | 36     | 8      |
| 2023-2024       | Škendija        | PL              | 27         | 8          | CM              | 0               | 0               | UECL               | 2                  | 1                  | -           | -           | -           | 29     | 9      |
| 2024-2025       | Škendija        | PL              | 29         | 3          | CM              | 4               | 1               | UECL               | 2                  | 0                  | -           | -           | -           | 35     | 4      |
| Totale Škendija | Totale Škendija | Totale Škendija | 114        | 22         |                 | 4               | 1               |                    | 10                 | 2                  |             | -           | -           | 128    | 25     |
| Totale carriera | Totale carriera | Totale carriera | 163        | 31         |                 | 7               | 3               |                    | 10                 | 2                  |             | -           | -           | 180    | 36     |